# Cypherpunk Remailer
Ein Cypherpunk Remailer (auch Typ-I-Remailer) ist ein anonymisierender Remailer, der verschlüsselte oder unverschlüsselte Nachrichten annimmt und weiterleitet.
Die Nachrichten selbst, typischerweise E-Mail oder Beiträge für das Usenet, sind an den Endempfänger oder eine Diskussionsgruppe adressiert. Der Remailer kann auf demselben Computer, auf einem Computer im lokalen Netz (LAN) oder auf einem Computer im Internet installiert sein.

## Ursprung und Entwicklung
Anfang der 90er Jahre entwarf eine kryptographie-interessierte Gruppe von Internetnutzern, die sich selbst Cypherpunks nannten, das Modell eines Remailers. Sie integrierten einige der Vorschläge von David Chaum.
In der Folgezeit entstanden verschiedene Remailer-Programme, darunter Servertypen, denen zwar die Unterstützung des Cypherpunk-Protokolls gemein war, die sich in Details zum Teil stark unterschieden. Mit der Einführung neuerer Algorithmen in Verschlüsselungssoftware, neuer PGP-Versionen und -Derivate und vor allem durch die Erfahrungen, die beim Betrieb der Remailer gemacht wurden, haben sich im Umgang mit Verschlüsselung Unterschiede ergeben. Zeitweilig kam es zu Inkompatibilitäten zwischen Remailern.

## Methode
Vor der Weiterleitung einer Nachricht durch den Remailer wird der so genannte Nachrichten-Kopf modifiziert  und dabei die absenderbezogenen Informationen entfernt.
Der Endempfänger einer so behandelten E-Mail erhält als einzige Absenderangabe die des Remailers.

### Erweiterungen
Einige der bei allen Remailer-Typen angetroffenen Techniken zur Absicherung des E-Mail-Verkehrs wurden bereits für Cypherpunk-Remailer eingeführt. Der Absender einer Remailer-Nachricht steuert weitgehend selbst, wie seine E-Mail vom Remailernetz behandelt wird. Einige Möglichkeiten:
- Verkettung mehrerer Remailer, um es Betreibern der Remailerdienste oder abhörenden Angreifern unmöglich zu machen, die anonymen Kommunikationspartner zu identifizieren.
- Verschlüsselung der Nachrichten und Empfängerinformationen mit PGP oder GnuPG, auch zwischen den Remailern einer Kette.
- Hinzufügen und Entfernen von Zufallsdaten, um die Identifizierung einer Nachricht durch ihre veränderliche Größe zu vereiteln.
- Zwischenlagern von Nachrichten über beliebige Zeitspannen (normalerweise bis maximal 1 Tag), um der Analyse des Nachrichtenverkehrs entgegenzuwirken.

### Vorgehensweise (beispielhaft)
1. Nachricht schreiben
2. Dem Text zusätzliche Zeilen voranstellen:
::
Anon-To: remailer@cypherremailer.de
3. Dieser Text wird mit dem öffentlichen Schlüssel des Remailers verschlüsselt.
4. Wird die Verschlüsselung gewählt, erhält der Remailer darüber Auskunft, indem dem verschlüsselten Nachrichtenteil die Information vorangestellt wird:
::
Encrypted: PGP
5. Je nach Anzahl der verketteten Remailer wiederholen sich die letzten Schritte.

### Angriffe gegen den Cypherpunk Remailer
Cypherpunk-Remailer haben einige Schwachstellen.
Die Nachrichten werden sofort nach Eingang beim Remailer weiter verschickt. Wenn ein Angreifer ein- und ausgehende Nachrichten der Remailer verfolgen kann, so ist es ihm möglich, Nachrichten zeitlich wie der Größe nach zuzuordnen und somit auf Empfänger und Absender zu schließen.
Des Weiteren könnte der Angreifer eine Nachricht abfangen und diese gezielt wieder in das System einspielen. Sollte dieses Wiedereinspielen in großer Anzahl erfolgen, kann ein Angreifer ebenfalls den Pfad zum Empfänger herausfinden.
Beide Probleme wurden von Lance Cottrell erkannt und in dem Essay „Mixmaster & Remailer Attacks“ beschrieben.
Cypherpunk-Remailer können mit einem Mixmaster kombiniert werden, der die Nachrichten des Cypherpunk-Remailers nachbearbeitet. Die Sicherheit des Systems profitiert vom allgemein als sicherer und robuster angesehenen Mixmaster-Protokoll.